# Kościół San Giuseppe dei Teatini
Kościół San Giuseppe dei Teatini – rzymskokatolicki kościół w Palermo, w archidiecezji Palermo. Położony przy ulicy Giuseppe d'Alessi, w bliskim sąsiedztwie Piazza Vigliena (popularnie Quattro Canti).
Kościół został wzniesiony w XVII w. w stylu sycylijskiego baroku. Jest świątynią trójnawową z kaplicami bocznymi. Autorem projektu budynku był teatyn, Genueńczyk Giacomo Besio. Na jeden z elewacji budynku znajduje się XVII-wieczna figura jej patrona - św. Józefa. Na drugiej natomiast eksponowane są figury Kajetana z Thieny i Andrzeja Avellino oraz herb zakonu teatynów. Jedna z bocznych elewacji obiektu, położona na lewo od wejścia głównego, ma wygląd fasady pałacowej i jest jedną z czterech budowli tworzących Quattro Canti. Malowidła na sklepieniu nawy głównej wykonał Filippo Tancredi, zaś zdobiące wnętrze kościoła stiuki są dziełem Paolo Corso. W kopule kościoła znajduje się fresk Guglielmo Borremansa przedstawiający triumf świętych i błogosławionych związanych z zakonem teatynów. Ołtarz główny kościoła zdobiony jest drogimi kamieniami i zwieńczony krucyfiksem z brązu, kości słoniowej i agatu. W ołtarzach bocznych znajdują się XVI-wieczne obrazy różnych sycylijskich twórców. Ponadto na wyposażeniu kościoła pozostaje drewniana figura św. Józefa z Dzieciątkiem Jezus oraz drewniany krucyfiks.
Według popularnej legendy woda w źródle położonym pod kościołem, w krypcie niedostępnej dla wiernych i zwiedzających, ma moc cudotwórczą.